# Imre Földes (Schriftsteller)

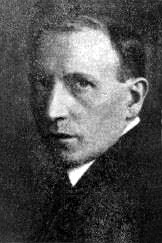
Imre Földes (1922)

Imre Földes (* 15. September 1881 in Kaposvár; † 5. Mai 1958 in Budapest) war ein ungarischer Theaterschriftsteller.
Er verfasste historische Dramen sowie Komödien. Dabei ließ er sich von den französischen Autoren, darunter Edmond Rostand beeinflussen. Weiterhin schrieb Földes Theaterstücke zu aktuellen gesellschaftlichen Themen und Operettentexte, u. a. für Paul Abraham: Viktoria und ihr Husar (1930), Die Blume von Hawaii (1931) und Julia (1937).